# Hans Buch (Maler)
Hans Buch (* 28. Juli 1889 in Wiesbaden; † 2. Januar 1955 in Fischerhude) war ein deutscher Maler und Architekt.

## Leben
Buch studierte von 1909 bis 1912 Architektur in Karlsruhe und Berlin. Ab 1912 widmete er sich der Malerei und war Schüler von Lovis Corinth in Berlin. Er nahm dann als Soldat am Ersten Weltkrieg teil. Als Schüler von Roger Bissière und André Lhote zog Buch nach dem Krieg zum Studium nach Paris. Durch die Begegnung mit der Bildhauerin Amelie Breling wurde er auf den Ort Fischerhude aufmerksam, wo er 1930 ansässig wurde. Buch malte vor allem Porträts, Stillleben und Landschaften in Öl. 
In der Zeit des Nationalsozialismus war Buch obligatorisch Mitglied der Reichskammer der bildenden Künste.

## Werke (Auswahl)
- Bildnis Fräulein B. (Öl; 1941 auf der Großen Deutschen Kunstausstellung)[1]
- Blumensstillleben (Öl; 1941 auf der Großen Deutschen Kunstausstellung)[2]

- Frau mit Kopftuch (Öl, 100 × 68 cm; auf der Dritten Deutsche Kunstausstellung)[3]

## Teilnahme an Gruppenausstellungen (unvollständig)
- 1938: Bremen (Kunstausstellung des Hilfswerks für die deutsche bildende Kunst in der NS-Volkswohlfahrt)
- 1940: Celle, Schloss Celle („Große Kunstausstellung des Gaues Ost-Hannover“)
- 1941: München (Große Deutsche Kunstausstellung)
- 1942: Hannover, Künstlerhaus („Herbstausstellung Hannoverscher Künstler“)
- 1953: Dresden (Dritte Deutsche Kunstausstellung)[4]